# Oscar Zeegers
Oscar Julius (Oscar) Zeegers (Amsterdam, 11 juli 1984) is een Nederlandse acteur.

## Biografie
Zeegers werd geboren in 1984 in Amsterdam. Hij maakte zijn eerste schreden op het toneel als kind bij het jeugdcircus Circus Elleboog. Hierna speelde hij bij jeugdtheater Artisjok 020. Na de middelbare school volgde hij de sportacademie.
Tussen 2009 en 2012 speelde hij de rol van Stan van Houten in de jeugdserie SpangaS. Van Houten maakte zijn introductie als bijrol in het tweede seizoen van de serie. Na de film SpangaS op Survival, waarin Zeegers niet speelde, werd hij toegevoegd aan de vaste cast. Hij speelde vervolgens een hoofdrol in de serie in seizoen 3, 4, 5 en 8. Aan het einde van seizoen 5, was Zeegers voor het laatst te zien in de special Mediawhizz over het gebruik van nieuwe media. In totaal speelde Zeegers in 514 afleveringen van de serie.
In 2010 speelde hij een bijrol, naast SpangaS-collega Mounira Hadj Mansour, in de korte film That's what I like about Nijmegen, dat onderdeel was van het 48 Hour Film Project. In 2012 was hij acteur in filmpjes voor een tweetal interactieve middelbareschoolprojecten. In 2013 was hij als hoofdrol te zien in de korte film Op het droge van Tim Engelaar, die werd gemaakt door Slaap Vaker Films en een jaar later in de korte film Inborst van Rachel van Bruggen, dat gemaakt werd voor het 48 Hour Film Project Leeuwarden.

## Filmografie
- SpangaS - Stan van Houten (2009-2012,2015)
- That's what I like about Nijmegen (48 Hour Film Project Nijmegen, 2010)
- Welkom in mijn wijk (ontmoetingsproject voor leerlingen van basisscholen, 2012)
- It's up to you (anti-pestproject voor de middelbare school, 2012)
- Op het droge (korte film, 2013)
- Inborst (48 Hour Film Project Leeuwarden, 2014)